# Phyllocrater gibbsiae
Phyllocrater gibbsiae är en måreväxtart som beskrevs av Herbert Fuller Wernham. Phyllocrater gibbsiae ingår i släktet Phyllocrater och familjen måreväxter. Inga underarter finns listade i Catalogue of Life.